# Czego się nie robi z miłości
Czego się nie robi z miłości (ang. What I Did for Love) – amerykańska komedia romantyczna z 2006 roku w reżyserii Marka Griffithsa.

## Opis fabuły
Prawnik James White (Jeremy London) jedzie na ranczo, gdzie mieszkają ojciec i bracia jego ukochanej. Przyszły zięć nie zyskuje aprobaty głowy rodziny. Tymczasem w okolicy ma powstać park narodowy. Farmie Ryderów grozi likwidacja. Tylko James może ocalić ranczo.

## Obsada
- Jeremy London jako James White
- Dorie Barton jako Sadie Ryder
- James Gammon jako Karl Ryder
- John Littlefield jako Clint
- Steve Monroe jako Jake Ryder
- Chase Hoyt jako Zeb Ryder
- Jonny Acker jako Travis Ryder
- Sally Struthers jako ciotka Trudy
- James Lashly jako Bill

i inni